# Curtiss P-40 Warhawk
Pour les articles homonymes, voir Warhawk et Tomahawk.
Le Curtiss P-40 Warhawk fut le troisième avion de chasse le plus produit des États-Unis pendant la Seconde Guerre mondiale. Dernier développement de la série des chasseurs Curtiss Hawk, il vola pour la première fois en 1938.
Il traîne une réputation d'avion de chasse dépassé et surclassé par ses adversaires, ce qui provoqua même une enquête après la Seconde Guerre mondiale, visant à déterminer pourquoi il avait été maintenu en production envers et contre tout. Avec le recul, il semble plutôt que ses pilotes eurent à combattre dans des conditions difficiles, qui ne permirent pas à l'avion de briller. Il eut une importance certaine dans les opérations du milieu de la Seconde Guerre mondiale, et cela pour plusieurs raisons :
- le P-39 Airacobra, son concurrent le plus direct, déçut cruellement les espoirs mis en lui ;
- le P-47 Thunderbolt ne fut disponible qu'au printemps 1943, et d'abord en petit nombre partagé entre différents théâtres d'opérations. De plus, il montra vite ses limites en tant que chasseur pur ;
- le P-51 Mustang ne fut pas disponible comme chasseur avant décembre 1943. Il l'était en petit nombre depuis le printemps 1943 pour des missions de reconnaissance (dans ses versions F-6B/C et A-36 Apache).

Le P-40 resta donc par la force des choses jusqu'à l'automne 1943 le seul chasseur valable et disponible en grand nombre de l'aviation américaine, qui ne l'engagea jamais sur le front européen. Bien que peu performant en altitude, du fait de son moteur, il servit très honorablement pendant la plus grande partie du conflit, grâce à son faible coût, sa grande facilité de maintenance et sa grande robustesse.
Pour les Britanniques et d'autres nations du Commonwealth, il fut connu successivement comme Tomahawk, puis Kittyhawk. Il reste célèbre pour avoir été l'avion des Tigres volants de la 14th USAAF engagée en Chine lors de la Seconde Guerre mondiale, et fut aussi l'appareil de nombreux as de plusieurs pays. Les derniers exemplaires à servir dans une force aérienne furent brésiliens. Ils ne furent mis à la retraite qu'en 1958.

## Conception

### La genèse
Le Curtiss P-36 Hawk ou Curtiss Hawk Model 75, avait connu peu de succès du fait de ses performances décevantes. Réalisant que son moteur en étoile est au bout de son développement, l'idée vient chez Curtiss d'y adapter un moteur en ligne, le Allison V-1710. Bien que d'une puissance équivalente, ce moteur avait l'avantage d'avoir une section frontale plus faible et permettait donc, par gain aérodynamique, une augmentation notable de la vitesse de pointe. Un premier essai (le XP-37) est réalisé avec la version turbocompressée du Allison, monté sur un fuselage dont le poste de pilotage a été reculé très en arrière. Ce prototype sera suivi de treize exemplaires de présérie YP-37, mais le manque de fiabilité des turbocompresseurs condamne vite le projet.

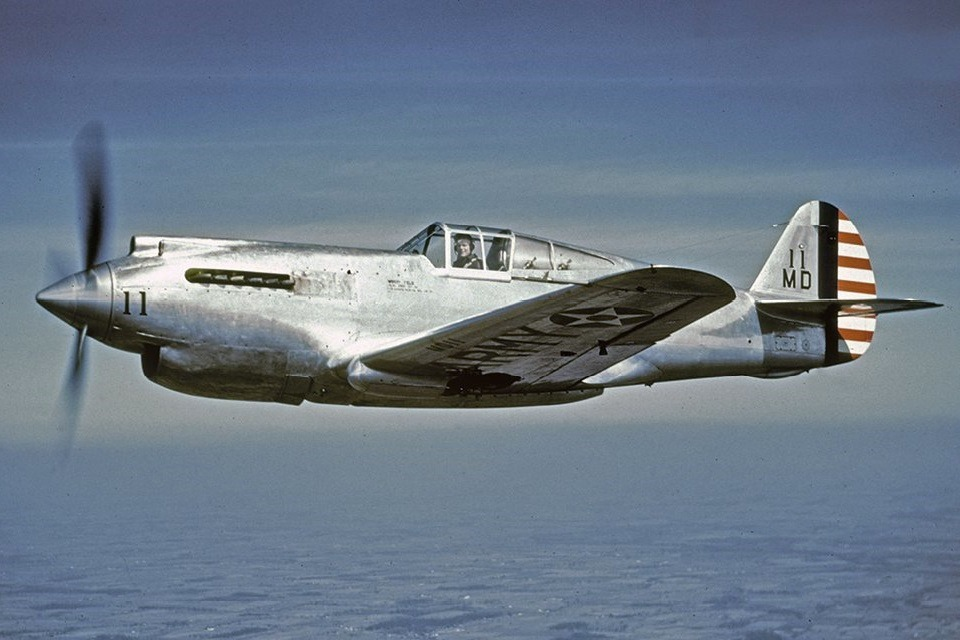
Curtiss XP-40 "11" utilisé pour les essais par le Materiel Division de l'U.S. Army Air Corps, 1939

L'ingénieur Donovan Berlin, demande alors la permission à l'USAAC, de monter un Allison V-1710-19, un moteur V12 à refroidissement liquide de 1 150 ch avec un compresseur mécanique à simple étage, dans le 10e P-36A (numéro de série 38-10). Le prototype ainsi réalisé vola pour la première fois le 14 octobre 1938. L'avant du fuselage est redessiné entièrement, l'entrée d'air du carburateur est sur le dessus du capot moteur et un radiateur d'huile en dessous. Le radiateur pour le liquide de refroidissement est placé sous le fuselage, au niveau du bord d'attaque des ailes. En revanche, et contrairement au XP-37, le poste de pilotage est gardé dans la même position. L'armement est de deux mitrailleuses de 12,7 mm synchronisées, disposées sur le capot moteur, ce qui est la norme pour les chasseurs américains de cette époque, et de 6 lance-bombes de 20 livres sous les ailes.
Les débuts sont assez décevants, l'avion n'arrivant pas à dépasser 483 km/h et, après quelques tâtonnements, on crée finalement un ensemble sous le nez comprenant un radiateur pour l'huile et deux pour le mélange d'éthylène glycol de refroidissement. De plus, les deux pipes d'échappement latérales sont remplacées par six indépendantes de chaque côté ; le système d'obturation du train d'atterrissage, hérité du P-36, est remplacé par deux volets plus aérodynamiques. À la suite de ces modifications, les performances augmentent et le XP-40 atteint 550 km/h, ce qui le rend plus rapide que le Hurricane mais moins que le Spitfire et le Bf 109 — il a cependant un rayon d'action largement supérieur à ces trois avions avec 976 km, soit près du double (caractéristique habituelle des avions américains).

### Les premières séries
Une compétition, dite US Army Pursuit Contest, est lancée le 25 janvier 1939 par l'USAAC, elle oppose le XP-40 au Bell XP-39, au Lockheed XP-38, aux XP-41 et XP-43 de Republic et aux XP-37 et XP-42 de Curtiss. Bien que moins performant en altitude que les avions dotés de turbocompresseurs, il fut considéré comme le plus acceptable par l'USAAC, du fait de son coût et de sa cellule déjà éprouvée. Il présentait surtout l'avantage non négligeable de pouvoir être produit en masse un an avant ses concurrents. L'USAAC, encore influencée par des doctrines privilégiant des chasseurs de basse altitude, pour soutenir les troupes au sol, en commanda 524 exemplaires, le 26 avril, sous la désignation de P-40 Warhawk.
Le premier exemplaire de série vole le 4 avril 1940, il diffère du prototype par le montage de deux mitrailleuses supplémentaires d'un calibre de 7,62 mm dans les ailes et l'adoption du Alison V-1710-33 développant 1040 ch. En mai, l'armée de l'air française, à la recherche de chasseurs, passe commande de 140 Curtiss Hawk 81A1, la version d'exportation, qui se distinguait du P-40 américain par son instrumentation en système métrique, ses quatre mitrailleuses d'aile FN-Browning en calibre 7,5 mm et les manettes de gaz inversées à la mode française. La commande américaine est différée après 200 exemplaires pour accélérer la livraison de ces machines, mais elles ne seront pas prêtes avant l'armistice de juin 1940, le premier volant seulement le 6 juin. La RAF britannique décide alors de reprendre ces avions sous la désignation de Tomahawk I et le premier arrive en Angleterre en septembre, les mitrailleuses sont remplacées par des Browning de 7,7 mm, mais beaucoup, du fait de la précipitation, sont encore équipés d'instruments métriques et des marquages en français.

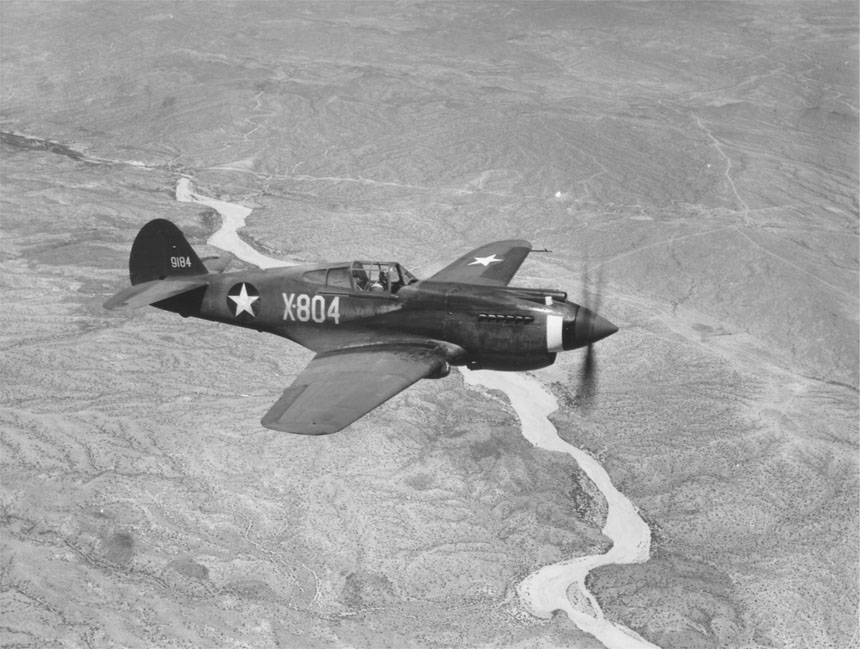
P-40B, X-804 (s/n 39-184) en vol. Cet appareil servait à l'entrainement avancé à la base de Luke Field, Arizona.

Le 13 mars 1941, à la suite des premières expériences de combat, apparaît le premier P-40B, dont l'armement est renforcé par deux mitrailleuses de 7,62 mm et les réservoirs sont rendus auto-obturants par l'adjonction d'une bâche autour de leurs parois. L'USAAC en commande 131 en septembre 1940 pour reprendre la livraison des 324 exemplaires restants sur son contrat initial. Les britanniques, eux, commandent 110 exemplaires d'un dérivé, le Tomahawk IIA, avec des mitrailleuses de 7,7 mm, des blindages pour le pilote et une radio d'origine nationale. 
Parallèlement, le 10 avril, le premier P-40C prend l'air lui aussi, il est pourvu d'un tout nouveau système d'alimentation en carburant avec des nouveaux réservoirs d'une capacité de 134 gallons, à obturation interne. Il introduit aussi l'usage du réservoir largable de 52 gallons, et de la nouvelle radio SCR-247N qui remplace la SCR-283. L'USAAC voit sa commande initiale complétée avec ce modèle, tandis que la RAF en commande 930. Ces modifications, imposées pour rendre le P-40 apte au combat, sont cependant très coûteuses sur la masse au combat de l'avion (une augmentation de près de 11 %), et donc ses performances, ainsi le P-40C sera le moins rapide de la série, avec 583 km/h, cependant la robustesse de l'avion est louée par ses pilotes, en particulier, lors des attaques au sol sur le théâtre africain.

### La première refonte

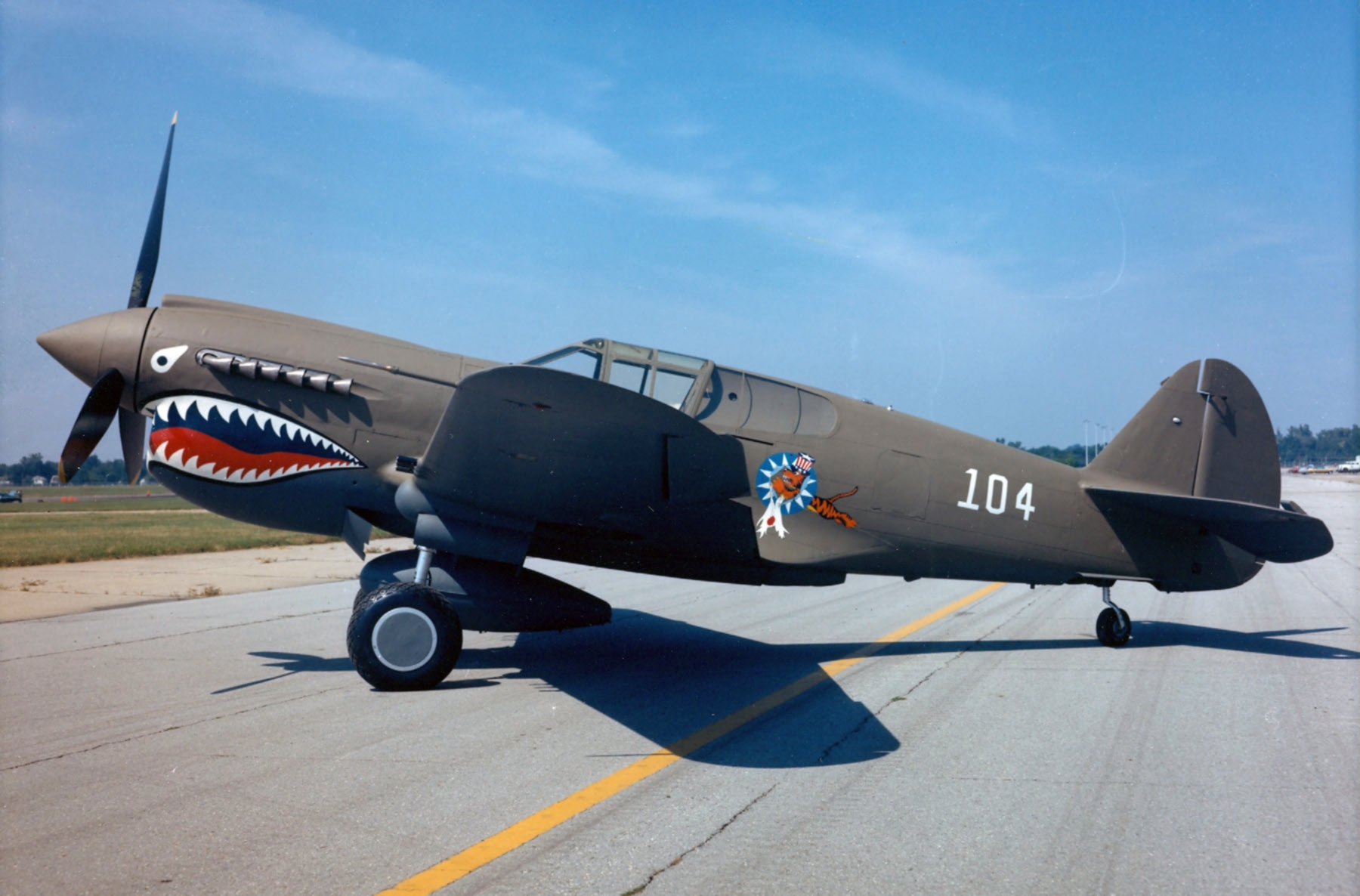
Un P-40E de l'United States Army Air Forces, exposé au National Museum of the United States Air Force, près de Dayton, dans l'Ohio.

Pour remédier à la chute des performances, l'avion est alors entièrement revu pour le montage d'un moteur V-1710-39 de 1150 chevaux doté d'un meilleur compresseur, il avait été proposé le 10 juin sur le chasseur expérimental XP-46, mais l'USAAC préférait le voir adapté sur une cellule déjà existante. L'avant est redessiné plus court, ce qui va devenir la caractéristique des modèles ultérieurs de P-40.
En fait, tout l'avion est repensé, si bien que Curtiss lui affecte une nouvelle désignation d'usine, Hawk Model 87. Le fuselage est aminci, avec une longueur qui diminue de six pouces. Le train d'atterrissage est raccourci lui aussi et le radiateur est avancé et prend encore plus d'ampleur pour refroidir le nouveau moteur. L'armement de nez disparaît et on installe alors deux mitrailleuses de 12,7 mm dans chaque aile, avec des nouveaux chargeurs hydrauliques. Deux emplacements pour un canon de 20 mm sont même prévus mais ils ne seront en fait jamais utilisés. La France et le Royaume-Uni passent commande dès juin 1940, alors que l'avion est encore sur les planches à dessin. La commande française est annulée après la défaite de ce pays, mais les Anglais se portent acquéreurs de 560 exemplaires — l'USAAF, elle, attendra septembre pour suivre.
L'avion commence à être produit en mai 1941, mais après seulement 582 exemplaires produits, la production bascule sur les modèles Model 87-B2 (P-40E) et 87-A4 (Kittyhawk IA), à la suite d'une demande de l'USAAF datée du 18 février 1941, d'augmenter l'armement à six mitrailleuses de 12,7 mm. Ce modèle va être acquis par l'USAAF à 2 320 exemplaires, dont 1500 P-40E-1, destinés au prêt-bail pour le Royaume-Uni.

### Les versions à moteurs Merlin
Pour améliorer encore plus les performances, en particulier en altitude, un P-40D est motorisé par un Rolls Royce Merlin XXVIII. Il prend l'air le 30 juin 1941 et se distingue par l'absence de prise d'air de carburateur sur le capot moteur. En septembre 1941, la production est lancée, motorisée par la copie sous licence du Merlin, le Packard V-1650-1. Après 699 exemplaires, le système dit des blocs de production entre en vigueur, avec la sous-série, P-40F-5-CU, qui présente un fuselage allongé de 66 centimètres, pour compenser l'influence du couple sur la stabilité longitudinale. Suivent les P-40F-10-CU, P-40F-15-CU et P-40F-20-CU, caractérisées respectivement par des volets de refroidissement à commandes manuelles au lieu d'électriques, des équipements d'hiver et un nouvel équipement d'oxygène pour le pilote. Le P-40F no 41-13602, affecté à des tests pour le placement des radiateurs, fut nommé officieusement, XP-40F. Parallèlement, on produit le modèle 87-B3 (P-40L), dont la masse à vide a été réduite, par la diminution d'équipements internes, elle y gagna son surnom de « Gipsy Rose Lee » (nom d'une stripteaseuse de l'époque). Malgré le gain de poids, la vitesse n'est augmentée que de 6 km/h.
Par la suite, beaucoup de P-40F et L de l'USAAF furent reconvertis en P-40R1 et R2, par le montage d'un Allison V-1710-81, afin de servir d'avion d'instruction avancé. Certaines sources américaines parlent de 300 ou de 600, en se basant sur les numéros de série, mais seules 70 conversions de F en R1 et 53 de L en R2, sont à peu près certaines.
Une version P, dérivée de la cellule du P-40N sera prévue en 1943, avec 1 500 exemplaires, mais les Packard sont trop peu nombreux et le Mustang absorbe maintenant le gros de la production et la commande est finalement annulée.

### La version chinoise et les grandes séries

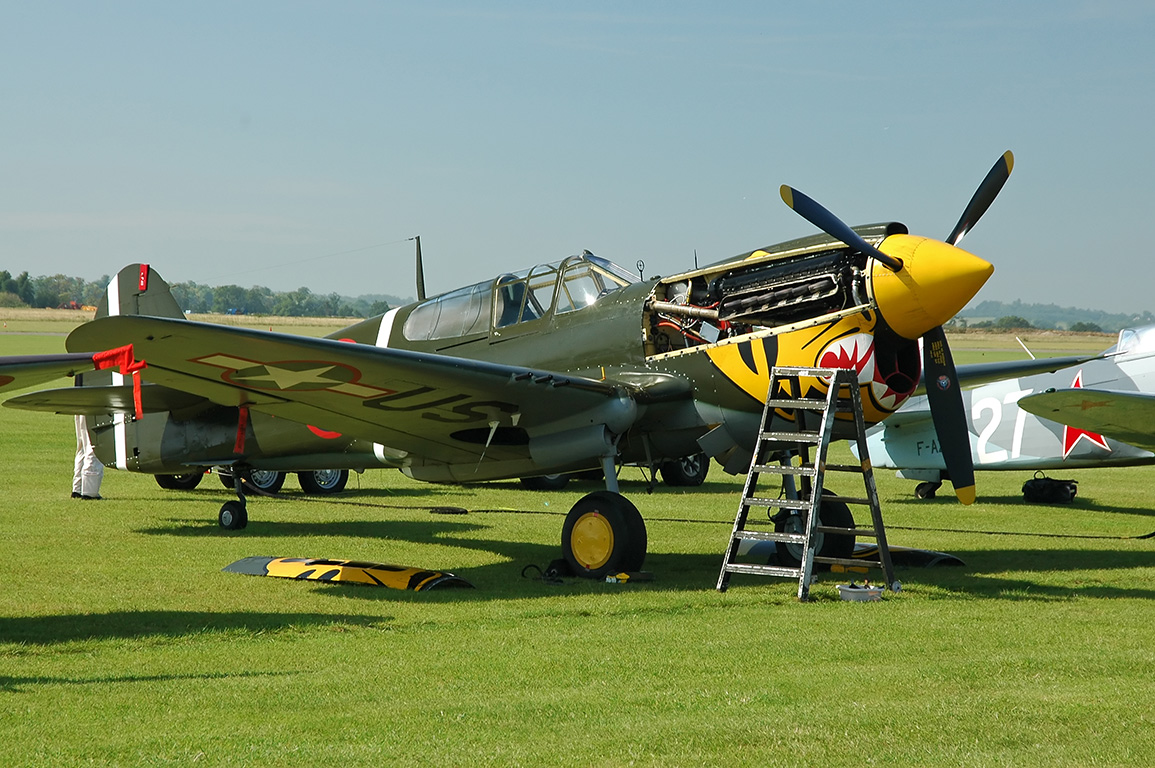
un P-40M Kittyhawk.

Alors que le P-40E est sur les chaînes de production, le 28 octobre 1941, L'USAAF, passe commande de 600 P-40K, équipés du puissant Allison V-1710-73 de 1 325 ch, qu'elle compte attribuer à la Chine nationaliste, dans le cadre d'un prêt-bail. Il est prévu aussi que ce soit la dernière grande série de P-40, qui doit céder la place au futur Curtiss P-60, mais lorsque les avions commencent à sortir de l'usine en août 1942, le projet du P-60 souffre de difficultés et de retards, et la commande est alors augmentée à 1 300 avions, qui sont produits à côté des versions à moteur Packard. Le 24 août 1942, un nouveau contrat est signé, toujours pour le prêt-bail, sur 600 exemplaires d'une nouvelle version tirée du K, mais avec un moteur V-1710-81. Il se distingue de son prédécesseur par l'adjonction de deux petites prises de refroidissement en avant des échappements. Il commencera à être livré à partir de novembre 1942, la plupart allant aux forces aériennes du Commonwealth.
Au début de 1943, les performances de l'avion sont encore à la traîne par rapport aux P-51 Mustangs et P-47 Thunderbolts. Curtiss entame alors un travail en profondeur pour alléger la structure, la visibilité vers l'arrière est améliorée en augmentant la taille des vitrages arrières. De cette étude devaient déboucher deux versions, la N et la P, la deuxième pourvue d'un Packard doit être bientôt abandonnée, faute de moteurs disponibles. Par contre, le P-40N va connaître plusieurs contrats successifs, qui feront de lui le P-40 le plus produit, avec 5 219 exemplaires. Un premier lot de 400 P-40N-1-CU sort à partir de mars 1943. Grâce à l'emploi d'aluminium, de roues plus légères, la suppression de deux mitrailleuses et la réduction de la capacité en carburant à 462 litres, il ne pèse que 2 720 kilogrammes à vide et est donc, malgré l'emploi du même moteur, bien plus performant. Il est le plus rapide de tous les P-40, avec une vitesse de pointe de 608 km/h.

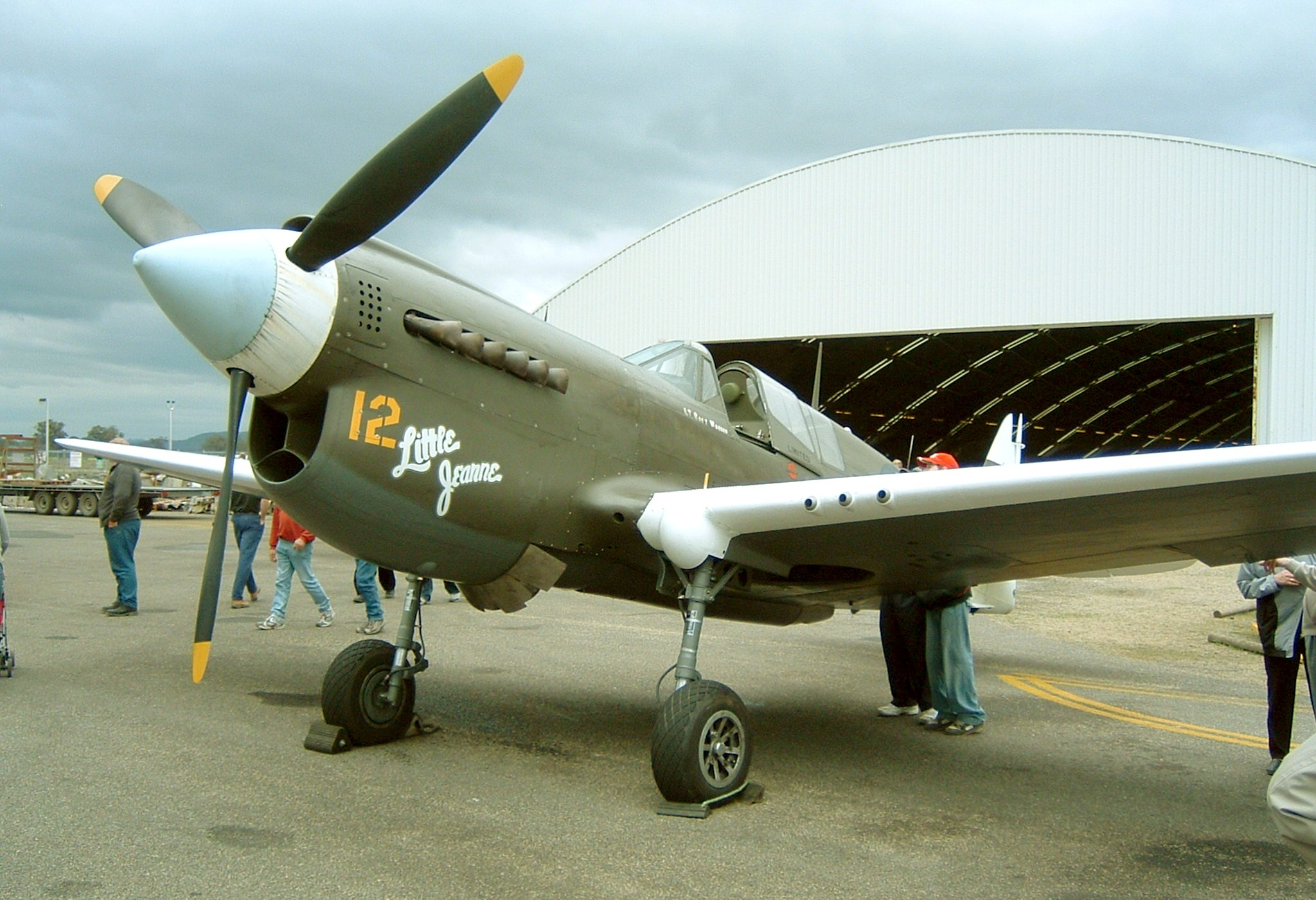
Le P-40N-5-CU « Little Jeanne ». Cet appareil fut piloté par le lieutenant USAAF Robert Warren (Fighter Squadron, 49th Fighter Group) pendant la Seconde Guerre mondiale. L'avion fut abandonné à Tadji, en Papouasie-Nouvelle-Guinée, puis retrouvé en 1974 et restauré en condition de vol en Australie, en 2002.

Le modèle P-40N-5-CU améliore encore la visibilité, avec une verrière sans montant, mais il réintroduit l'armement à six mitrailleuses, à la demande des pilotes, et des points d'emport de charges portant la capacité en charge externe à 680 kg. Par la suite, le volume des réservoirs est aussi augmenté, et les performances recommencent à baisser. En 1944, deux derniers contrats de livraison de P-40 sont signés, le 14 février pour 500 P-40N-30-CU et 500 N-35-CU, et le 30 juin pour 1000 N-40-CU. Par la suite, ce dernier contrat est réduit à 220 avions, et le dernier exemplaire quitte les chaînes le 30 novembre. Il est le 13739e P-40 construit. La tentative de Curtiss de relancer une nouvelle fois son avion, en le dotant d'une verrière en goutte d'eau, échoue car dorénavant les modèles plus modernes et performants, comme le North American P-51 Mustang, sont disponibles en nombre suffisant ; tout développement sur le P-40 cesse alors.
Curtiss, qui avait pourtant été le plus important constructeur aéronautique américain de sa création à 1941, fait faillite peu après la fin de la guerre, malgré l'importance des commandes du P-40, du SB2C Helldiver (le plus construit des bombardiers en piqué) et du C-46 Commando (dont toutes les caractéristiques l'emportaient sur celles de son rival C-47/DC-3). La première place fut alors récupérée par Boeing, une toute petite marque avant l'apparition du B-17 (lui aussi théoriquement inférieur au B-24 de Consolidated)...

## Engagements

### AuxÉtats-Unis
Les premiers P-40 furent admis dans l'USAAC au sein du 8e Pursuit Group (groupe d'interception), basé sur l'aérodrome de Langley, en Virginie. Le 20e à Hamilton en Californie et le 31e à Selfridge (en) dans le Michigan suivirent peu après. Le premier déploiement extérieur se fit au sein du 37e et du 16e, basé à Panama, puis le 36e à Porto Rico et les 15e et 18e à Hawaii. Durant 1941, les P-40B et C complètent les formations et en équipent de nouvelles comme le 24e, basé aux Philippines. Le P-40E commence à entrer en service entre autres au sein du 24e et du 35e qui, faute de pouvoir atteindre les Philippines, sera déployé à Java.
L'attaque japonaise va surprendre les 15e, 18e, 20e, 24e Pursuit Group sur leurs terrains respectifs. À Hawaii, lors de l'attaque de Pearl Harbor, seuls sept appareils, dont quatre du 47e Pursuit Squadron, basés à Haleiwa Field, parviennent à prendre l'air et attaquer les Japonais. Ils revendiqueront cinq victoires, dont quatre pour le seul George Welch. Les autres avions seront mitraillés sur leurs terrains de Wheeler Field et de Bellows Field et trois abattus au décollage. À la fin de la journée, des 99 P-40B et des 60 P-40C présents, seuls 25 sont en état de vol. Le scénario est assez similaire pour le 24e Pursuit Group, sur le terrain de Clark Field aux Philippines, les 107 P-40B, présents ne sont plus que 22 après quatre jours de combat, 26 étant détruits au sol dès le 8 décembre. Le 12 décembre, le lieutenant Boyd D. Wagner (en) réussira cependant à abattre quatre Nakajima Ki.27 du 50e Sentai avec son P-40E ; il obtiendra encore une autre victoire le 16.

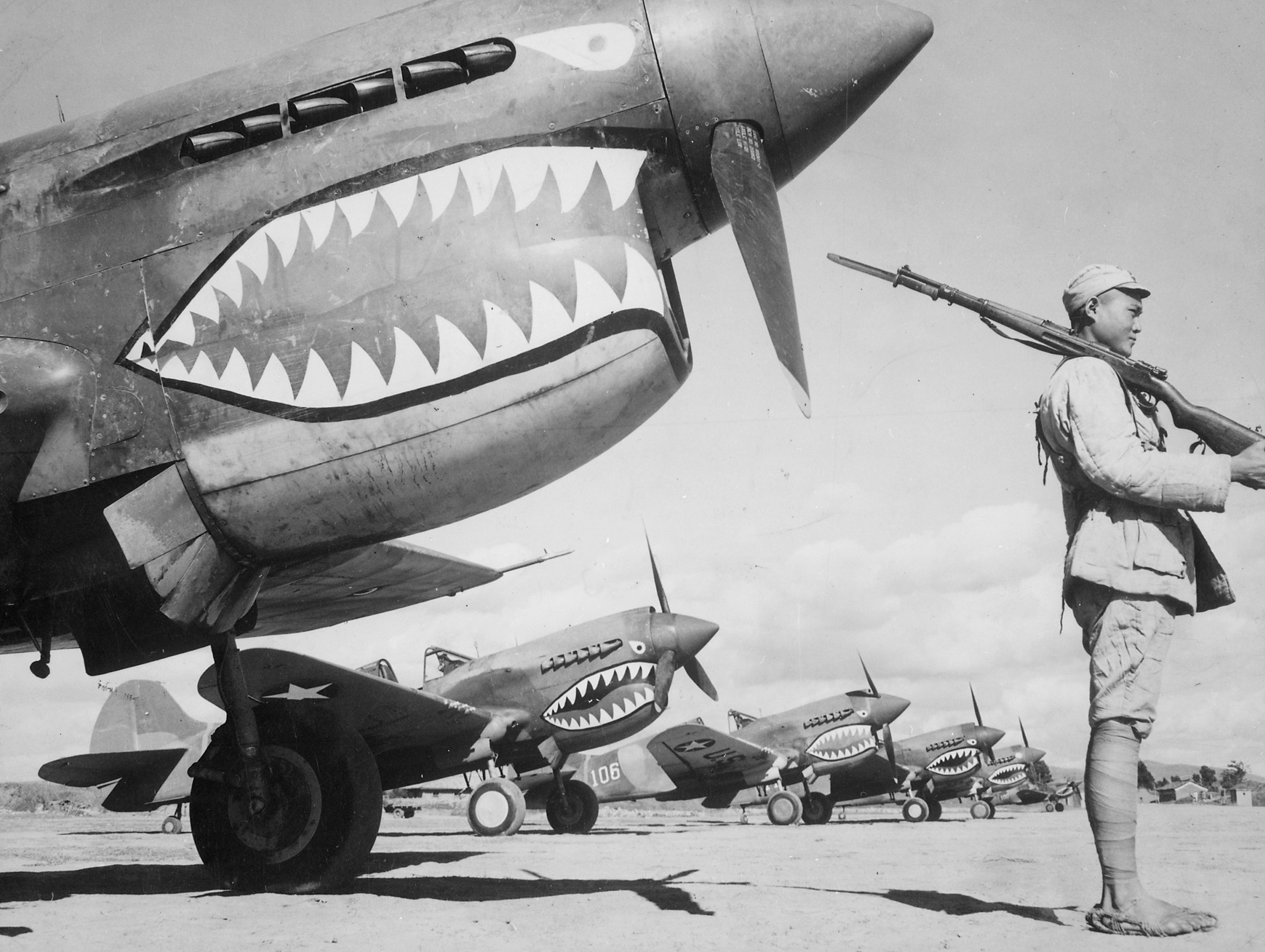
Une sentinelle chinoise garde des P-40E sur leur aérodrome, en Chine

Par la suite, la plupart des P-40 de l'USAAF serviront plutôt à l'entraînement avancé, mais quelques unités opérant sur des fronts considérés comme secondaires continueront à utiliser le P-40 au combat. Parmi elles, deux unités du MTO sont particulièrement connues, le 325e groupe de chasse « Checkertail Clan » (12th USAAF puis 15th USAAF) qui obtint 130 victoires aériennes d'avril à octobre 1943, et le 57e groupe de chasse (12th USAAF) qui opéra sur P-40 jusqu'au début 1944. Ce dernier obtint 140 victoires, et eut la chance de participer à l'interception d'un convoi de Junkers Ju 52, le 18 avril 1943, à la suite du décodage des codes secrets allemands de la machine Enigma. À cette occasion, au moins soixante dix avions allemands furent abattus, contre six à sept alliés. Un autre groupe de chasse célèbre sur P-40 fut le 23e (14th USAAF), qui succéda aux Tigres volants en Chine et opéra sur cet avion jusqu'à la fin de la guerre avec un très bon rapport victoires/pertes.

### Forces aériennes du Commonwealth
La RAF reçoit ses premiers Tomahawk I en septembre 1940. L'avion est rapidement considéré comme impropre au combat, du fait du manque de blindages et de réservoirs auto-obturants, mais vu l'urgence de la situation, en pleine bataille d'Angleterre, les appareils sont malgré tout versés provisoirement au sein des unités de combat, mais ne seront pas engagés. La menace écartée, l'avion est alors rendu à des tâches d'entraînement avancé. Les Britanniques commandent par la suite 110 Tomahawk IIA, puis ils achètent 930 Tomahawk IIB, livrés en quatre lots. Avec l'entrée en guerre de l'Union soviétique, le gouvernement britannique décide lui de fournir 23 Tomahawk IIA et 195 Tomahawk IIB, à la fois directement à partir des États-Unis et en puisant dans sa réserve constituée en Angleterre en prévision d'un éventuel débarquement allemand. 6 IIB sont aussi fournis à l'Armée de l'air égyptienne et un certain nombre du même modèle à la Turquie pour favoriser sa neutralité. 100 Tomahawk IIB constitueront les premiers avions des Tigres volants, en Chine. De plus, un Tomahawk IIA est affecté au Canada pour l'entraînement, tandis que 31 B sont perdus en mer lors de leur transit.
Avec l'arrivée des Tomahawk II, le nombre d'unités qui emploient le chasseur américain augmente, les escadrilles 2, 26, 73, 112, 136, 168, 239, 241, 250, 403, 414, 430 et 616 de la RAF emploient alors l'avion. Les forces aériennes des autres pays du Commonwealth commencent aussi à utiliser l'avion : la Royal Australian Air Force au sein de ses 3e et 450e escadrilles et la South African Air Force, dans ses 2e et 4e. La plupart de ces unités étaient déployées en Égypte et au Moyen-Orient. La première utilisation au combat eut lieu lors de la révolte irakienne du 2 mai 1941, la 250e escadrille fournissant 2 Tomahawk d'escorte aux bombardiers attaquant la base aérienne de Palmyre, où étaient parqués les avions allemands qui avaient transité par le Liban.
L'engagement suivant eut lieu lors de la campagne contre le Liban vichyste, pendant laquelle la 3e escadrille sud-africaine détruit un Dewoitine D.520 et en endommage trois autres le 8 juin, puis deux Ju-88 opérant depuis la Crète, le 12 juin. L'intervention de cette escadrille donna l'avantage à la RAF sur ce front, tant par la supériorité en combat aérien du P-40 sur le D-520 français que par son emploi dans les mitraillages au sol, que les chasseurs français ne pratiquaient pas. Pendant ce temps, le 250e squadron en Égypte s'adjuge un avion de reconnaissance italien, et au cours de l'été il est renforcé par le squadron 112, qui perçoit des Tomahawk II pour remplacer ses Gloster Gladiator perdus en Crète. C'est cette unité qui aura l'idée de peindre les premières gueules de requin sur l'avion, décoration qui sera reprise plus tard par les Tigres volants.
Au combat, le Tomahawk II se révèle supérieur au Messerschmitt Bf 109 à basse altitude, mais au-dessus de 5000 mètres son compresseur le pénalise trop. Sur le front africain, il est surtout opposé à des Fiat CR.42 Falco et Fiat G.50 Freccia nettement inférieurs, si bien que certains pilotes, comme Neville Duke, obtiennent de jolis palmarès. L'Australien Clive Caldwell, par exemple, obtient quinze victoires et demie sur cet avion et il en ajoutera cinq sur Kittyhawk.
Le P-40 Kittyhawk était l'épine dorsale des escadrons de chasse de la Force aérienne royale néo-zélandaise de 1942 au milieu de l'année 1944, lorsqu'ils ont été remplacés par des Chance Vought F4U Corsair. Les 297 Kittyhawks ont équipés huit escadrons et deux unités d'entraînement, des Kittyhawks de diverses marques (E, K, M et N) ont été utilisés pour former des pilotes de chasse à domicile et dans le théâtre du Pacifique Sud-Ouest de la Seconde Guerre mondiale.
À la fin de la guerre, il ne restait plus que 124 Kittyhawks, 20 ayant été perdus au combat, 76 dans des accidents à l'étranger et 76 autres dans des accidents en Nouvelle-Zélande. Ils ont abattu 99 avions japonais en combat aérien, avec 14 autres probables.
Les 564 Kittyhawk I, commandés dès mai 1940, seront livrés à partir de mai 1941. Ce sont les derniers P-40 achetés par les Britanniques, 96 seront affectés à l'Aviation royale canadienne, mais finalement 72 de ceux-ci seront livrés à la Turquie pour garantir sa neutralité. Les modèles suivants seront prêtés en vertu de la loi de prêt-bail, à savoir :
- 1500 Kittyhawk IA, dont 163 allèrent à la RAAF, 133 à la RNZAF et 11 à la RCAF.Trois Curtiss Tomahawk du Squadron 403 de la RCAF

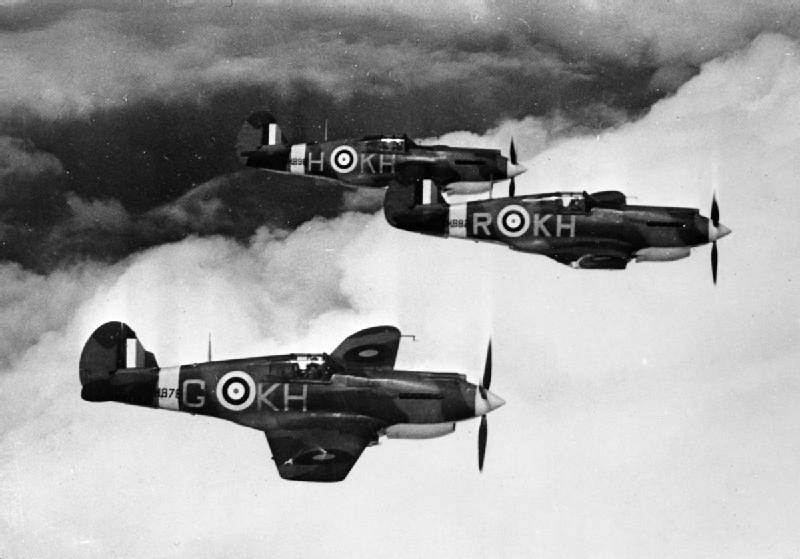
Trois Curtiss Tomahawk du Squadron 403 de la RCAF

- 150 Kittyhawk II (P-40F), dont 10 furent rendus à l'USAAF en Afrique du Nord, 7 servirent aux FAFL au sein du II/5 La Fayette, 100 furent transférés à l'Union soviétique et 7 perdus en mer lors de la livraison.
- 100 Kittyhawk II (P-40L)
- 192 Kittyhawk III (P-40K), dont 42 pour la RAAF, 22 pour la RNZAF et 9 pour la RCAF.
- 160 Kittyhawk III (P-40L).
- 264 Kittyhawk III (P-40M) pour la RAF, 168 pour la RAAF et 34 pour la RNZAF.
- 586 Kittyhawk IV (P-40N) qui servirent dans les squadrons 112, 250 et 450 de la RAF.
- 468 Kittyhawk IV (P-40N) qui servirent dans les squadrons 75, 78 et 80 de la RAAF.
- 172 Kittyhawk IV (P-40N) pour la RNZAF.
- 35 Kittyhawk IV (P-40N) pour la RCAF.

Unités australiennes ayant utilisé le P-40 : les 3e, 75e, 76e, 77e, 78e, 80e, 82e, 84e, 86e, 120e (Indes orientales) et 450e escadrilles de chasse.
Unités néo-zélandaises ayant utilisé le P-40 : les 14e, 15e, 16e, 17e, 18e, 19e et 20e escadrilles de chasse.[réf. nécessaire]

### La France

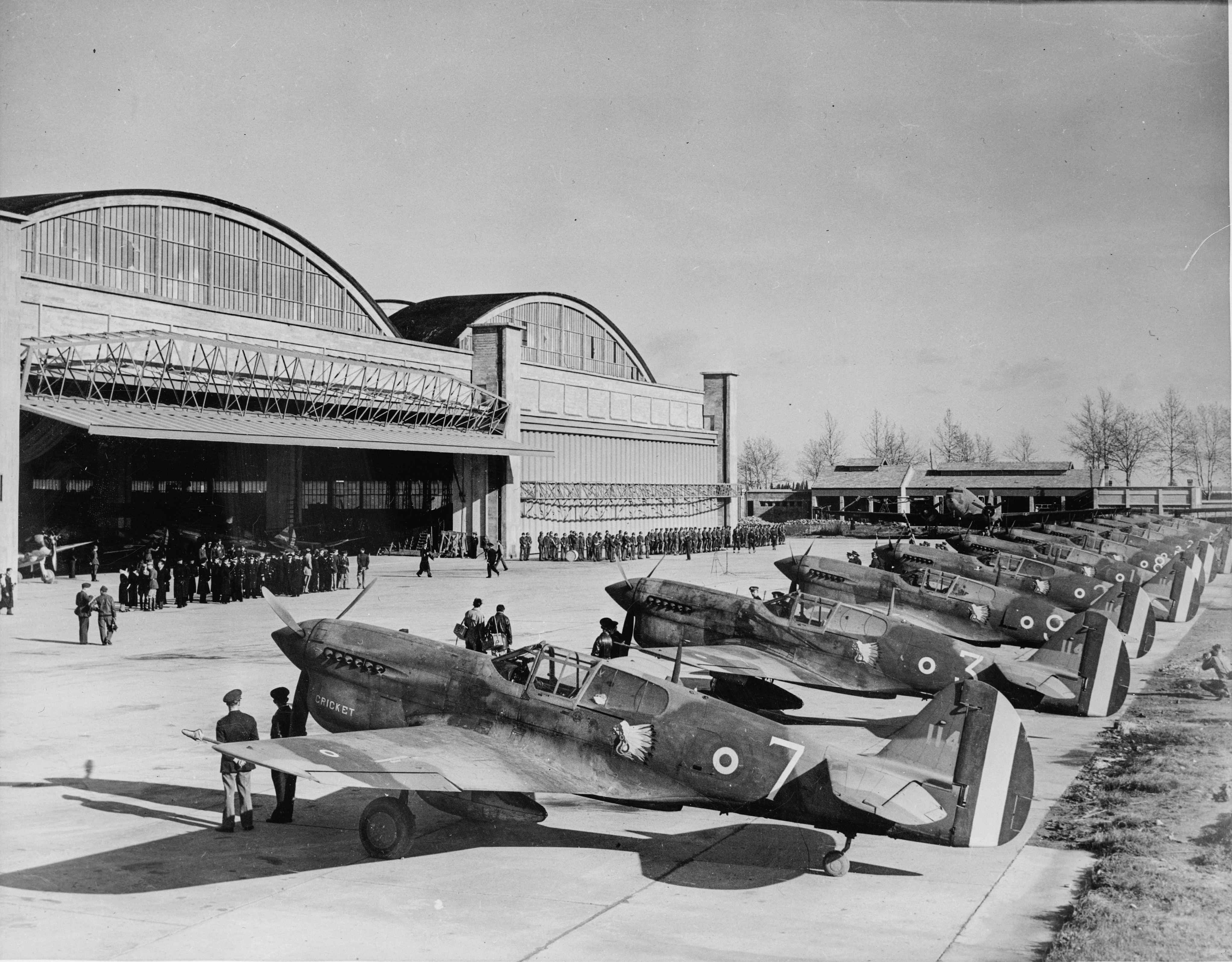
Transfert officiel de 12 Curtiss P-40F Warhawk de l'USAAF au GC II-5 le 9 janvier 1943 à Casablanca.

Le Groupe de Chasse II/5 (futur La Fayette, basé à Médiouna près de Casablanca, au Maroc), dont les H.75 avaient été détruits lors du débarquement anglo-saxon du 8 novembre 1942 (Opération TORCH, AFN), fut rééquipé de P-40F Warhawk en AFN dès le 25 novembre 1942 grâce à l'intervention d'un vétéran américain de 14-18 qui avait servi dans l'escadrille du même nom. En avril 1944, les P-40F furent remplacés par des P-47D Thunderbolt.

### L'American Volunteer Group (AVG)

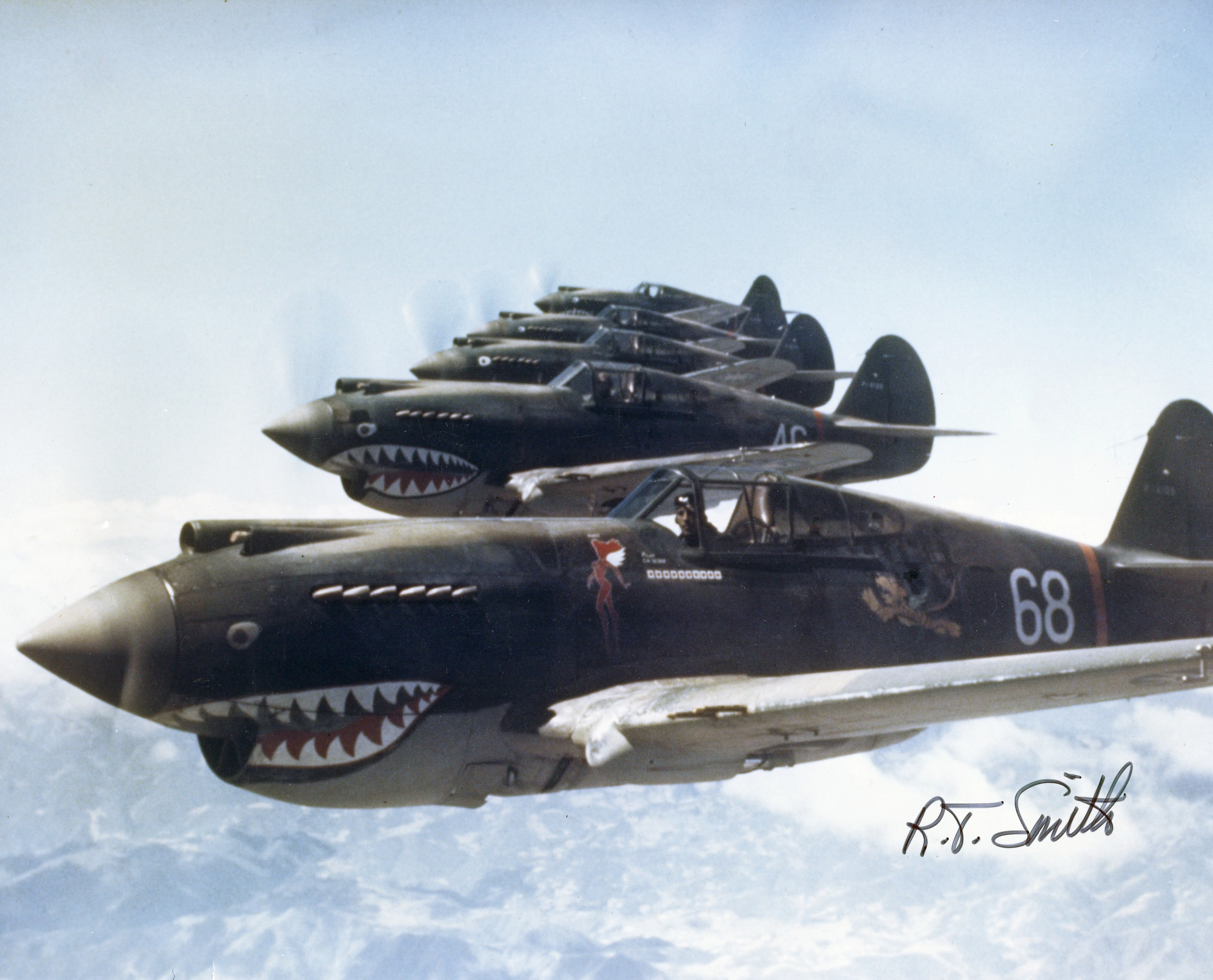
3rd Squadron Hell's Angels, Flying Tigers, au dessus de la Chine, photographié en 1942.

Les Tigres volants (en anglais : Flying Tigers) est le surnom donné à une escadrille de pilotes américains, de son nom officiel 1st American Volunteer Group (« Premier Groupe de volontaires américains »), ou AVG. Claire Lee Chennault, conseiller militaire de Tchang Kaï-chek, cherche à partir de 1938 à constituer une force aérienne destinée à venir en aide au gouvernement chinois, une force inspirée du modèle du Corps aérien de l'Armée américaine. Les lois de neutralité des États-Unis rendent l'opération illégale, mais elle est approuvée par le président Roosevelt lui-même. Basée en Chine durant la Seconde Guerre mondiale, l'escadrille participe notamment à la guerre sino-japonaise et à la campagne de Birmanie. Au cours de l'hiver 1940-1941, Chennault parvient à importer en Chine une centaine d'appareils Curtiss P-40B[réf. nécessaire]. Cela avait été fait avant même l'approbation du programme Lend-Lease par les chambres parlementaires américaines. Chennault recrute aussi 100 pilotes et 200 techniciens, les pilotes comptant 60 hommes venus de l'United States Marine Corps ou de l'United States Navy, et 40 venus de l'United States Army Air Corps.

### EnUnion soviétique
Livraisons à l'Union soviétique (total 2097) :
- 16 P-40G livrés en octobre 1941, plus 1 en 1943
- 23 Tomahawk IIA
- 195 Tomahawk IIB
- 100 P-40F
- 1758 P-40N
- P-40C[4]

## Variantes
- XP-37 Prototype avec moteur Allison V-1710 et turbocompresseur General Electric.
- YP-37 présérie avec moteur Allison V-1710 et turbocompresseur General Electric, 13 exemplaires.
- XP-40 (désignation usine : Curtiss Hawk Model 75P), prototype avec moteur Allison V-1710 et compresseur mécanique.
- P-40 (désignation usine : Curtiss Hawk Model 81) première variante produite, 2 mitrailleuses de 12,7 mm sur le capot et deux de 7,62 dans les ailes, 199 exemplaires, à partir de juin 1940.
- Tomahawk I (désignation usine : Curtiss Hawk Model 81A1) version d'exportation du P-40 à l'origine une commande française, reprise par la RAF, 140 exemplaires, à partir de juin 1940.
- P-40A la désignation a été porté par un P-40 converti pour la reconnaissance photographique (numéro de série 40-326) en mars 1942.
- P-40B (désignation usine : Curtiss Model Hawk 81B) 4 mitrailleuses de 7,62 dans les ailes, 131 exemplaires, à partir de mars 1941.
- Tomahawk IIA (désignation usine: Curtiss Hawk Model 81A2) version d'exportation du B pour la RAF, 4 mitrailleuses de 7,7 mm dans les ailes, blindage, réservoirs auto-obturants par l'extérieur et une radio britannique, 110 exemplaires.
- P-40C réservoirs auto-obturants, 193 exemplaires, à partir d'avril 1941.
- Tomahawk IIB (désignation usine : Curtiss Hawk Model 81A3) version d'exportation du C pour la RAF, 4 mitrailleuses de 7,7 mm, réservoirs auto-obturants par l'intérieur, radio américaine, 930 exemplaires.
- P-40D(désignation usine : Curtiss Hawk Model 87A1) 4 mitrailleuses de 12,7 mm dans les ailes, moteur V-1710-39 de 1150 ch, fuselage légèrement plus étroit, verrière revue, prise d'air de refroidissement agrandie, 22 exemplaires, à partir de mai 1941.
- Kittyhawk I désignation britannique du Model 87A1, 564 exemplaires.
- P-40E (désignation usine : Curtiss Hawk Model 87B2) six mitrailleuses de 12,7 mm dans les ailes, 820 exemplaires, à partir de septembre 1941.
- P-40E1 ou Kittyhawk IA(désignation usine: Curtiss Hawk Model 87A4), version destiné à la RAF dans le cadre du Prêt-bail, 1 500 exemplaires.
- P-40F (désignation usine : Curtiss Hawk Model 87D) version avec un Packard V-1650-1 (Rolls Royce Merlin produit sous licence), pas de prise d'air de carburateur sur le capot, 1 311 exemplaires, à partir de décembre 1941.
  - P-40F-5-CU fuselage rallongé
  - P-40F-10-CU commandes de volets de radiateur manuelles.
  - P-40F-15-CU équipé pour les conditions hivernales.
  - P-40F-20-CU nouveau système d'oxygène pour le pilote.
- P-40G (désignation usine : Curtiss Hawk Model 81AG) désignation attribuée à 44 P-40, équipés d'ailes de Tomahawk IIA.
- P-40J projet d'une version turbocompressée du E.
- P-40K moteur Allison V-1710-73, 1 300 exemplaires à partir d'août 1942.
  - P-40K-1-CU identique aux E, sauf le moteur
  - P-40K-5-CU valve rotative pour le refroidissement
  - P-40K-10-CU fuselage long du P-40F-5-CU.
  - P-40K-15-CU idem, plus équipement hivernal.
- P-40L version allégée dérivée du F, souvent 4 mitrailleuses, surnommé « Gypsy Rose Lee » en l'honneur d'une stripteaseuse, 720 exemplaires à partir d'août 1942.
  - P-40L-1-CU même armement et réservoirs que le F.
  - P-40L-5-CU armement réduit à quatre mitrailleuses, réservoirs avant d'aile retirés
  - P-40L-10-CU trim d'ailerons à commandes électrique, commandes moteur modifiées
  - P-40L-15-CU filtre à air du carburateur amélioré, révision des feux de navigation.
  - P-40L-20-CU changement sur la radio et le circuit électrique, grenade incendiaire pour l'autodestruction.
- P-40M ou Kittyhawk III P-40K avec Allison V-1710-81 de 1 200 ch, deux petites entrées d'air au niveau des pipes de l'échappement, 600 exemplaires, 264 à la RAF, 168 à l'Australie, 34 à la Nouvelle-Zélande et 19 au Brésil.
  - P-40M-1-CU ailerons renforcés
  - P-40M-5-CU filtre à air du carburateur et ailerons améliorés.
  - P-40M-10-CU signalisation du train d'atterrissage amélioré, changement sur le système d'alimentation en carburant.
- P-40N fuselage arrière agrandi pour compenser le couple des derniers Allison, structure et train allégés, les derniers construits auront un Allison V-1710-115 de 1 360 ch, 5 219 exemplaires produits à partir de 1943, la Grande-Bretagne en reçu 586, sous le nom de Kittyhawk IV, mais les 130 premiers furent cédés à l'Union soviétique. L'Australie en perçu 468, la Nouvelle-Zélande 172, le Canada 36 et le Brésil 41.
  - P-40N-1-CU (mars 1943) 122 gallons de carburant interne, 6 000 livres à vide, quatre mitrailleuses.
  - P-40N-5-CU nouvelle verrière sans montants, armement rétabli à six mitrailleuses.
  - P-40N-6-CU modification de terrain du précédent avec des caméras pour la reconnaissance.
  - P-40N-10-CU préparé pour les conditions hivernales, quatre mitrailleuses.
  - P-40N-15-CU capacité des réservoirs d'aile augmentée, six mitrailleuses, batterie déplacé devant le coupe-feu, nouveaux phares d'atterrissage.
  - P-40N-20-CU moteur V-1710-99, un V-1710-81 avec contrôle automatique.
  - P-40N-25-CU réservoirs non métalliques, instruments du tableau révisés
  - P-40N-26-CU modification de terrain du précédent avec des caméras pour la reconnaissance.
  - RP-40N-26-CU trois exemplaires P-40N-25-CU, convertis en biplaces d'entraînement.
  - P-40N-30-CU (14 février 1944, 500 exemplaires) identique au N-25, à part le système électrique.
  - P-40N-31-CU trente et un N-30, convertis en biplaces d'entraînement.
  - P-40N-35-CU (14 février 1944, 500 exemplaires) amélioration des systèmes de lubrification, électrique, radio et équipement ADF.
  - P-40N-40-CU (30 juin 1944, 1 000 exemplaires commandés, réduit à 220) moteur V-1710-115 de 1 360 ch, ailerons entièrement métalliques, pas d'hélice à contrôle automatique.
  - XP-40N désignation d'un P-40N converti avec une verrière goutte d'eau.
- P-40P version identique au N, mais pourvu d'un Packard V-1650-1, 1 500 prévus, annulés par suite du manque de moteurs.
- P-40Q1 P-40K converti en 1943 par le montage d'un V-1710-121 et une hélice quadripale, radiateurs déplacés à l'emplanture des ailes, 1 prototype construit.
- P-40Q2 P-40N modifié, hélice quadripale, verrière goutte d'eau, radiateur d'huile à l'emplanture des ailes, 1 prototype construit.
- P-40Q3 similaire au Q2, mais avec des ailes de corde inférieure et une verrière légèrement différente, 1 prototype construit.
- P-40R1conversion de P-40F en avion d'entraînement avec un moteur Allison V-1710-81, au moins 70 réalisés.
- P-40R2 conversion de P-40L en avion d'entraînement avec un moteur Allison V-1710-81, au moins 53 réalisés.
- RP-40 désignation des P-40 à partir du 22 octobre 1942
- RP-40G désignation des P-40G à partir du 22 octobre 1942

## Autres caractéristiques
Le P-40 était vraiment un avion peu coûteux si on se réfère aux coûts moyens des différents chasseurs de l'USAAF (prix unitaires en 1944) :
- Lockheed P-38 Lightning : 97 147 dollars[1]
- Republic P-47 Thunderbolt : 85 578 dollars[1]
- Republic P-43 Lancer : 85 694 dollars[1]
- Bell P-39 Airacobra : 50 666 dollars[1]
- North American P-51 Mustang: 51 572 dollars[1]
- Curtiss P-40 : 44 892 dollars[1]

Coûts des différents modèles de P-40 :
- P-40: 51 538 dollars (dont cellule 24 889, moteur 17 126, hélice 3 425, électronique 1 360)
- P-40E: 59 618 dollars (dont cellule 27 482, moteur 16 885, hélice 2 481, électronique 3 160)
- P-40N: 52 869 dollars (dont cellule 27 189, moteur 10 702, hélice 3 110, électronique 7 154)